# Alison Wheeler
Alison Wheeler (geboren am 4. März 1972 in Daventry) ist eine britische Sängerin, die vor allem als Sängerin der Band The Beautiful South von 2003 bis zu deren Auflösung im Jahr 2007 bekannt wurde. Sie war nach Briana Corrigan und Jacqui Abbott die dritte und letzte Sängerin der Band.

## Karriere
Anfänge
Wheelers Musikkarriere begann an der Universität Cambridge, wo sie Japanisch und Jura studierte, in einer Coverband namens Melt City. Hier traten sie unter anderem im Vorprogramm von The Pasadenas auf. Nach ihrem Umzug 1995 nach London schloss sie sich der Indie-Band Junk an, die später in Treehouse umbenannt wurde und in Camden und Islington in Pubs auftrat.
1998 bewarb sich Wheeler bei einem Casting für die „Mädchenband“ Virginia. Virginia war wiederholt zu Gast bei BBC Radio, insbesondere bei Janice Long, Jonathan Ross, Gyles Brandreth, Nicky Campbell und Ned Sherrin, und trat in Nordirland in der Benny Hill Show auf. Tracks aus Virginias erstem Album Firstbite hatten Erfolg in den US Billboard Charts.
The Beautiful South
Im Jahr 2002 führte ihre Arbeit mit der Londoner Gospel-Band Citizen K zu einer Bekanntschaft mit Dave Hemingway von Beautiful South. Nach der Arbeit an Hemingways noch unveröffentlichtem Soloalbum versprach Hemingway der treibenden Kraft von The Beautiful South, Paul Heaton, eine Empfehlung, da trotz des unerwarteten Ausstiegs des ehemaligen Bandmitglieds Jacqui Abbott ein neues Album in Arbeit war. Im Jahr 2003, mit der Veröffentlichung von Gaze, war Wheeler Mitglied der Band und trat erstmals am 18. September 2003 bei einem Carling Homecoming im Welly Club in Hull live auf. Auf Gaze folgten die Alben Goldiggas Headnodders and Pholk Songs und Superbi.
Ihre Bandkollegen von The Beautiful South nannten sie scherzhaft Alison 'Lady' Wheeler, da sie der Meinung waren, dass ihr Auftreten und ihre Ausbildung am Trinity College in Cambridge im Gegensatz zu dem für die Band typischen Image der nördlichen Arbeiterklasse stand.
Während ihrer Schwangerschaft im Jahr 2005 tourte sie durch das Vereinigte Königreich und trat als Headliner auf der Akustikbühne der Festivals in Glastonbury, in the Park und Oxygene auf. Es folgten fast 50 Auftritte im Jahr 2006, darunter 2 UK-Tourneen, das V-Festival, eine Tournee durch Irland und eine Tournee durch Amerika.
Die Band trennte sich im Januar 2007 aufgrund von „musikalischen Ähnlichkeiten“. Sie verbrachte einige Zeit damit, ihre Mutterschaft zu genießen und nahm ein Soloprojekt auf.
The New Beautiful South/The South
Die Mitglieder von Beautiful South (einschließlich Wheeler und Sänger Dave Hemingway, aber ohne die ehemaligen Leadsänger Paul Heaton und Jacqui Abbott) kamen als The New Beautiful South wieder zusammen (als Tourband ohne Plattenfirma), die mit der Zeit in The South umbenannt wurde.
2010 nahm sie zusammen mit Jon Windle (ehemals Little Man Tate) den Song Move A Little Closer" für dessen Solo-Debütalbum Step Out The Man auf. Seit 2008 arbeitet Wheeler mit Amanda Frolich zusammen und nimmt Kinderalben für "Amanda’s Action Club" auf.
In den Jahren 2012 und 2013 tourte sie mit The South durch Großbritannien und spielte sowohl alte Beautiful South-Songs als auch Songs von ihrem gemeinsamen Album mit Dave Hemingway namens Sweet Refrains.
Wheeler ist derzeit noch Mitglied von The South, obwohl Dave Hemingway die Band 2016 verlassen hat.